# قلعه شعبان
روستا شعبان، روستایی از توابع بخش مرکزی شهرستان بجنورد در استان خراسان شمالی ایران است.

## جمعیت
این روستا در دهستان بدرانلو قرار دارد و براساس سرشماری مرکز آمار ایران در سال ۱۳۸۵، جمعیت آن ۲۵۹ نفر (۶۱خانوار) بوده‌است.

## زبان
مردم قلعه شعبان کرد هستند و به زبان کردی حرف می زنند.